# Колчужино
Колчужино — деревня в Тёмкинском районе Смоленской области России. Входит в состав Селенского сельского поселения. Население — 5 жителей (2015 год). 
Расположена в восточной части области в 8 км к северо-западу от Тёмкина, в 30 км юго-восточнее автодороги М1 «Беларусь», на берегу реки Коштва. В 1 км севернее деревни расположена железнодорожная станция Засецкая на линии Вязьма — Калуга.

## История
Крайняя дата упоминания в систематических списках 1811 год. В Списке населенных мест за 1859 год под номером 11805 - в деревне Колчужино (в Списке значится как: Кольчужино (Карчужина)) было всего 4 двора с населением 43 человека (19 м.п. и 24 ж.п.)с положением при речке Коштве. В Списке населенных мест за 1904 год: дворов - 10, число жителей 75 (35 м.п. и 40 ж.п.), имеется в деревне кузня.
В годы Великой Отечественной войны деревня была оккупирована гитлеровскими войсками в октябре 1941 года, освобождена в марте 1943 года.. 
Рядом с деревней расположено кладбище. Недалеко также расположена станция Засецкая. В деревне осталось двое местных жителей.